# ۱-کلروبوتان
۱-کلروبوتان بایگانی‌شده  در ۹ اوت ۲۰۱۸ توسط Wayback Machine (به انگلیسی: 1-Chlorobutane) یک ترکیب شیمیایی با شناسه پاب‌کم ۸۰۰۵ است. اين ماده در گريد HPLC و GC نيز وجود دارد .  